# کیست لثه

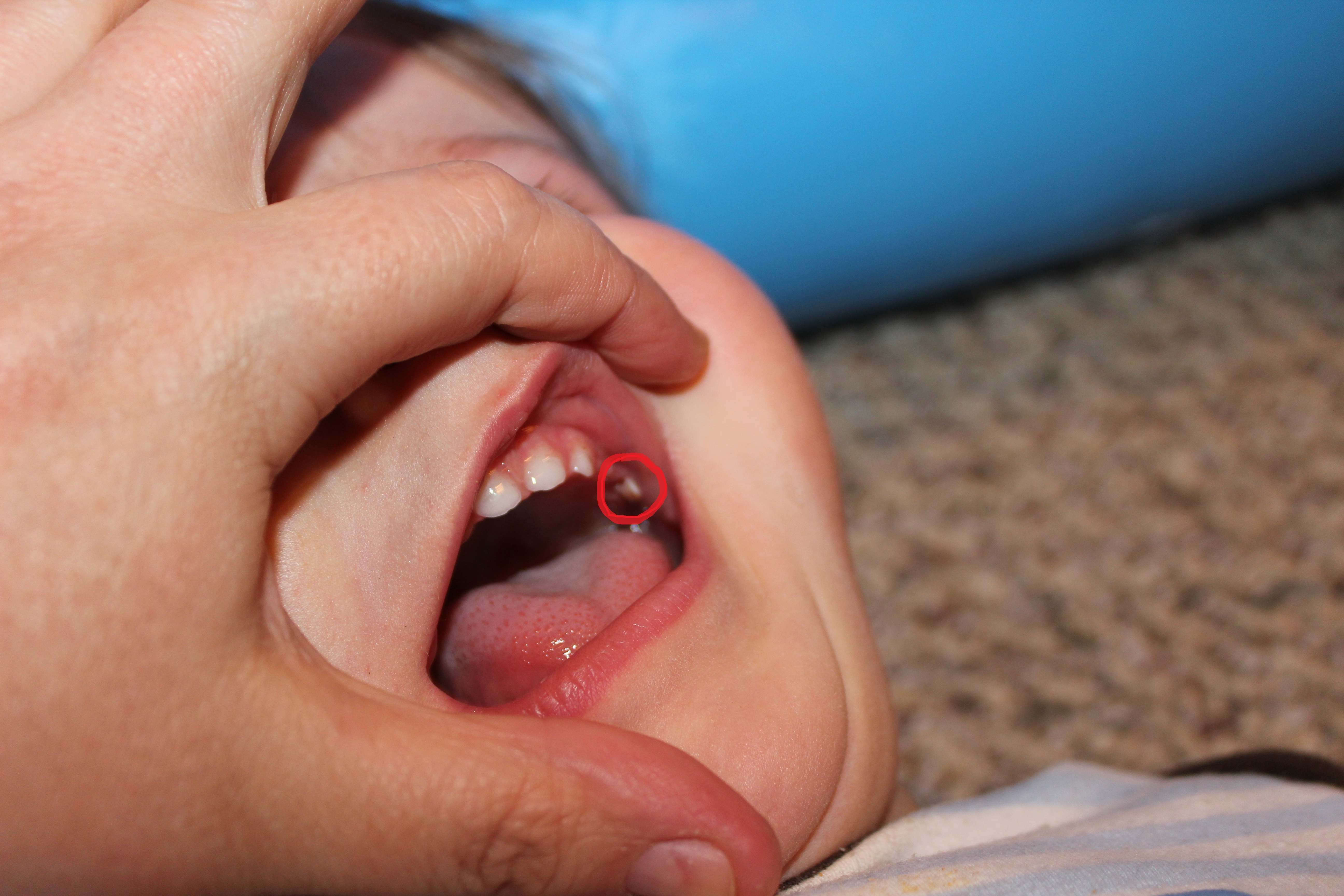
گرهک‌های بون در یک شیرخوار ۹ مه

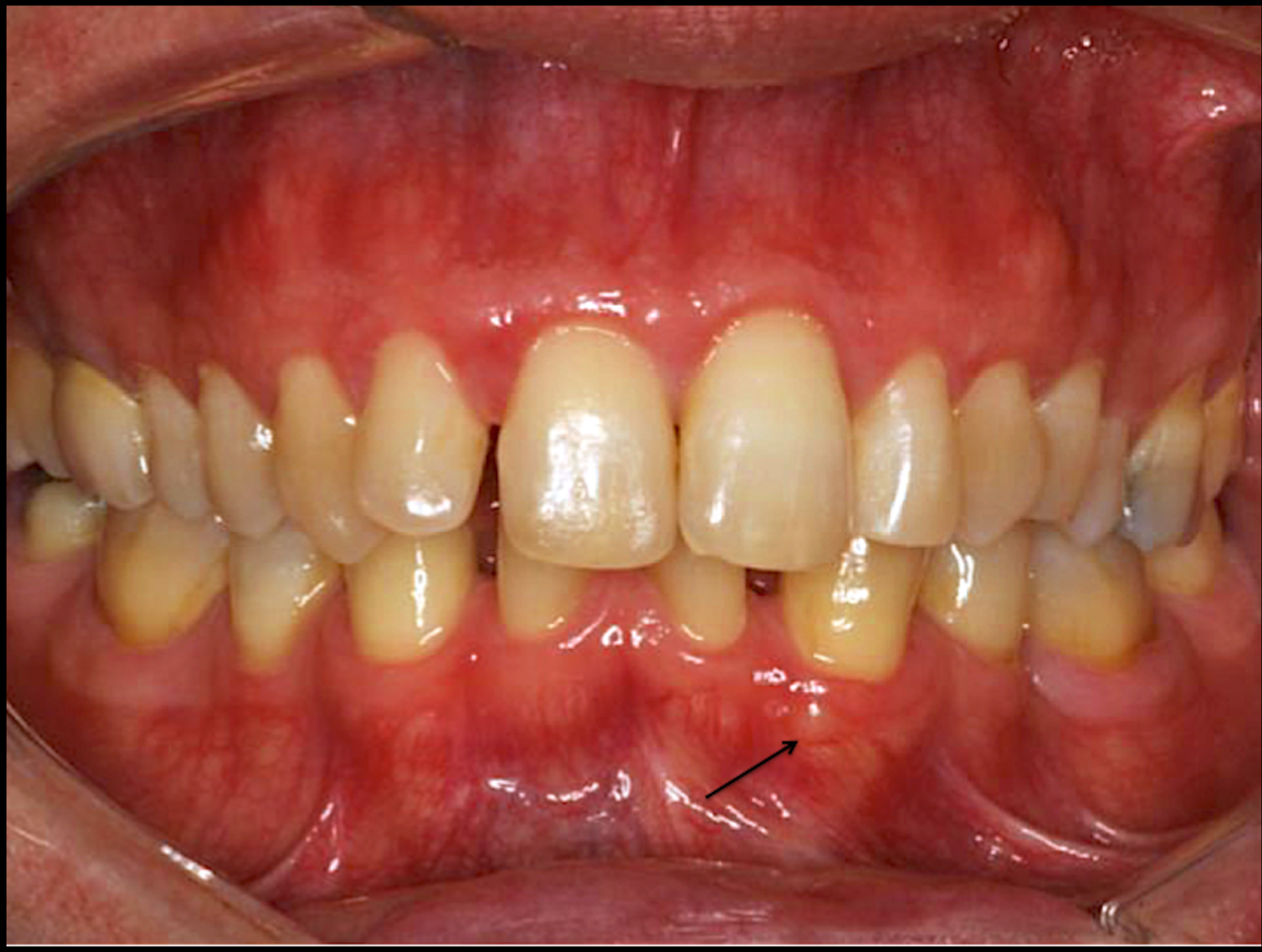
کیست لثه در یک فرد بالغ (پیکان)

کیست لثه (انگلیسی: Gingival cyst) که با نام مرواریدهای اپشتاین نیز شناخته می‌شود، نوعی کیست فک است که از تیغهٔ دندان منشأ می‌گیرد و در قسمت‌های مختلف دهان یافت می‌شود. کیست لثه، نوعی کیست سطحی در مخاط دهانی است و در داخل دهان به صورت برآمدگی کوچک و سفید رنگ دیده می‌شود. بر حسب سن بیمار، کیست‌ها به «کیست لثه نوزاد» (یا شیرخوار) و «کیست لثه بزرگسالان» طبقه‌بندی می‌شوند. از نظر ساختاری، کیست توسط اپی‌تلیوم نازک پوشانده شده است و مجرایی دارد که معمولاً با کراتین پوسته‌دار پر شده است که گهگاه حاوی سلول‌های التهابی هم هست. گرهک‌ها در نتیجه دژنراسیون کیستیک بخش‌های اپیتلیال تیغه دندانی (موسوم به «باقی‌ماندهٔ سرس») تشکیل می‌شوند.
کیست لثه نخستین بار در سال ۱۸۸۰ توسط یک پزشک چک به نام آلوئیس اپشتاین توصیف شد. در سال ۱۸۸۶، هاینریش بون، پزشک آلمانی، نوع دیگری از کیست را تشریح کرد. آلفرد فروم در سال ۱۹۶۷ طبقه‌بندی کیست‌های لثه را ارائه کرد. به گفته وی، کیست‌های لثه نوزادان را می‌توان بر اساس منشأ خاص بافت‌ها به سه گروه «مرواریدهای اپشتاین»، «گرهک‌های بون» و «کیست‌های تیغهٔ دندان» طبقه‌بندی کرد.
کیست‌های لثه عموماً بی‌خطر هستند (و بدون علامت) و ناراحتی ایجاد نمی‌کنند و معمولاً بین ۲ هفته تا ۵ ماه پس از تولد تحلیل رفته و در حفره دهان محو یا به بیرون پاره می‌شوند. از این رو، به‌طور معمول تشخیص داده نمی‌شوند و نیازی هم به درمان پزشکی ندارند. تخمین زده می‌شود که شیوع این کیست‌ها در نوزادان بیش از ۵۰ درصد باشد.
مرواریدهای اپشتاین نوزادان وزیکول‌های کیستی کوچک سفید یا زرد (به اندازه ۱ تا ۳ میلی‌متر) هستند که اغلب در درز کامی میانی دهان نوزادان تازه متولدشده دیده می‌شوند (در ۶۰ تا ۸۵ درصد نوزادان دیده می‌شوند). مرواریدهای اپشتاین معمولاً در سقف دهان (کام) دیده می‌شوند و با کراتین پر شده‌اند. دلیل بروز این کیست‌ها به دام افتادگی اپیتلیوم (کیست فیسورال) در جریان رشد کام  است.
گرهک‌های بون از غدد بزاقی بسیار کوچک در محل اتصال سخت‌کام و نرم‌کام پدید می‌آیند و معمولاً در بخش‌های دهانی یا زبانی تیغهٔ دندانی (به دور از خط وسط) دیده می‌شوند. اندازه این گرهک‌ها ۱ تا ۳ میلی‌متر است و با کراتین پر شده است. هاینریش بون همچنین کیست‌های موجود در برآمدگی لثوی (برآمدگی لثهٔ درونی بالا) را به عنوان «کیست غدد مخاطی» طبقه‌بندی کرد. با این حال، یک قرن بعد ثابت شد که این کیست‌ها میکروکراتوسیست هستند.